# Río Barycz
El río Barycz (del alemán: Bartsch) es un río en el oeste de Polonia, en el Voivodato de Baja Silesia. Es tributario por la parte derecha del Río Oder.
El río Barycz tiene una longitud de 139 kilómetros y el área de su cuenca unos 5.526 km². El terreno circundante es una importante reserva húmeda del país. Como ciudades que baña el río Barycz se pueden incluir Odolanów, Milicz, Sułów (Baja Silesia-Polonia-), Żmigród, y Wąsosz.

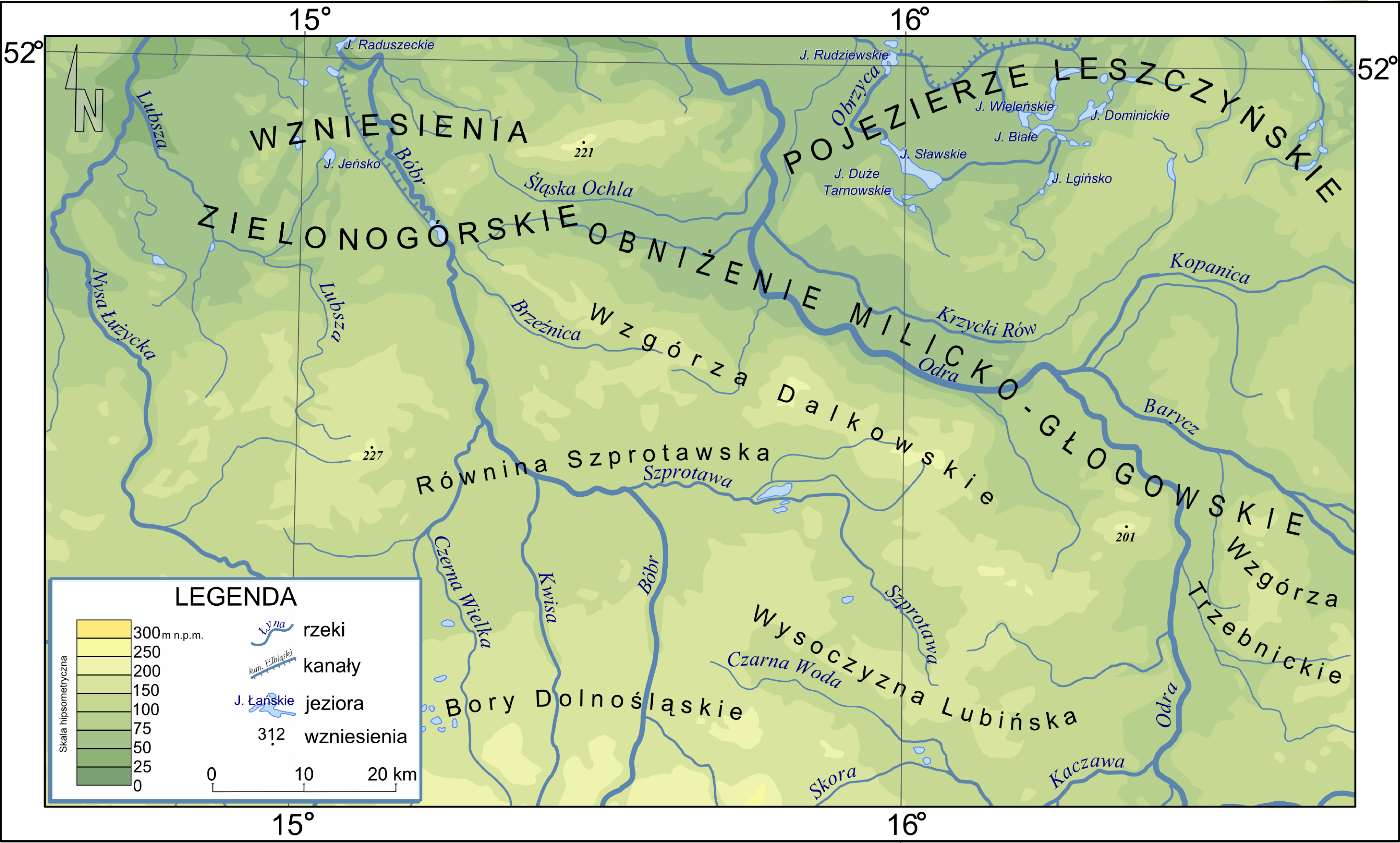
cuenca del río Barycz

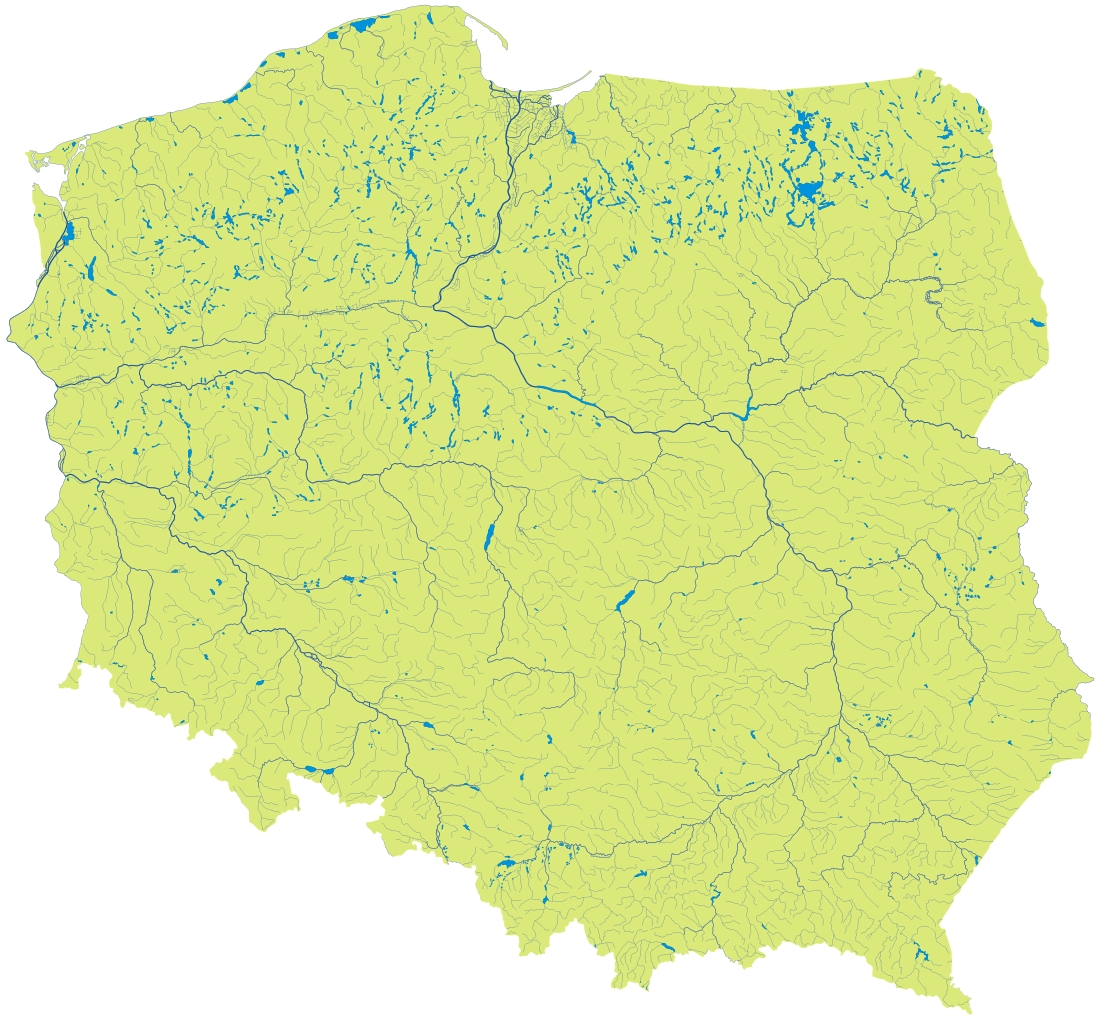
Hidrografía de Polonia